# Glabridorsum varibalteatum
Glabridorsum varibalteatum là một loài tò vò trong họ Ichneumonidae.